# Rohrleger

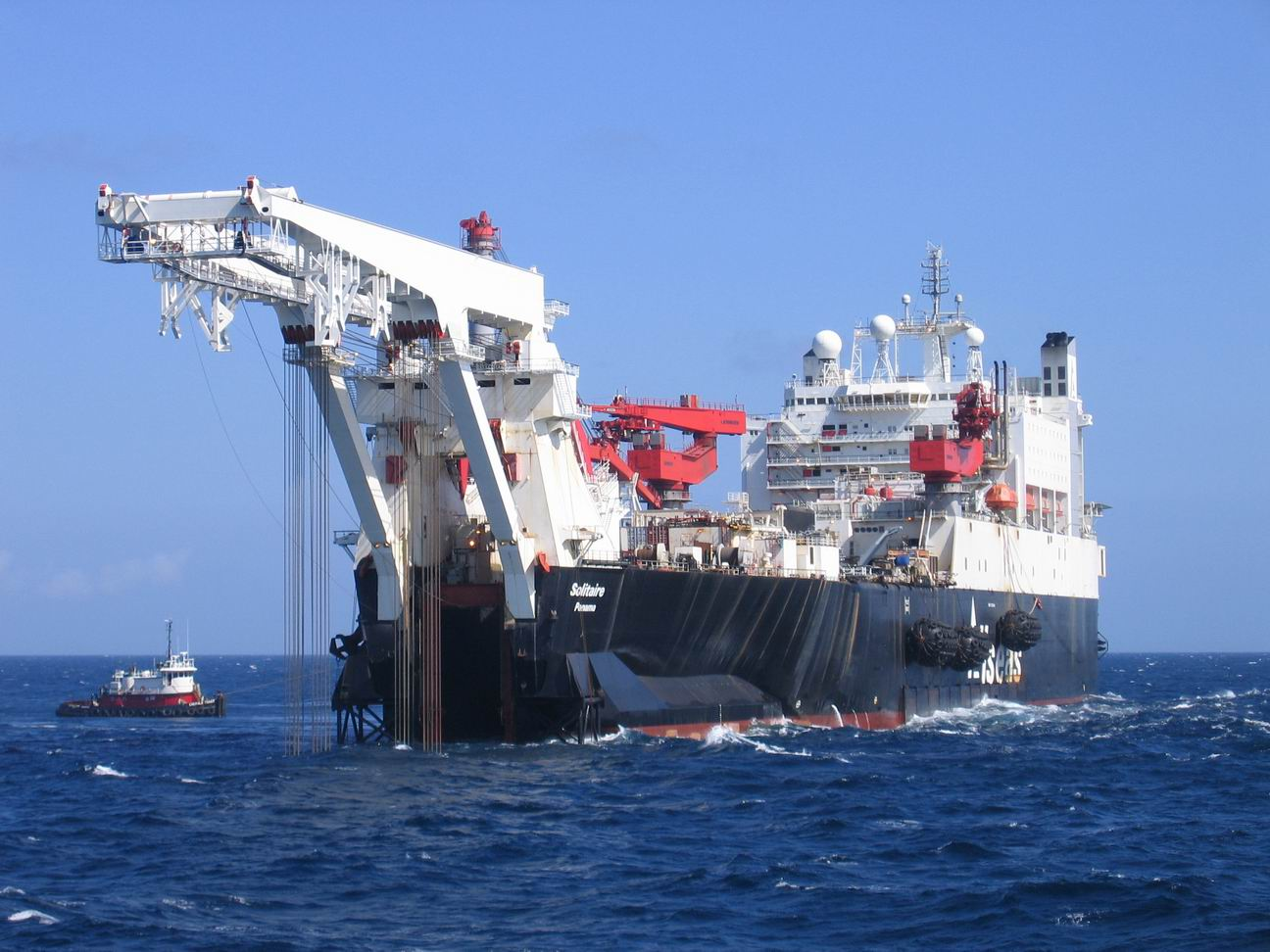
Die Solitaire ist derzeit einer der größten Rohrleger der Welt

Rohrleger sind ein Typ von Arbeitsschiffen, die Rohre für Unterwasser-Pipelines für den Transport von beispielsweise Öl oder Gas auf dem Gewässergrund legen.

## Aufbau und Technik
Aufgrund der notwendigen Leistungsfähigkeit und der Menge des zu verarbeitenden Materials sind Rohrleger meist relativ große schwimmende Einheiten, die mit einer aufwändigen Infrastruktur ausgerüstet sind: So sind auf diesen Schiffen Schweißanlagen, Anlagen zur Werkstoffprüfung und zur Beschichtung installiert sowie Kräne, um die Rohrsegmente handhaben zu können. Außerdem dienen Hubschrauber dem Personaltransport und sorgen für den Nachschub an eiligen Gütern.

### Verlegetechnik

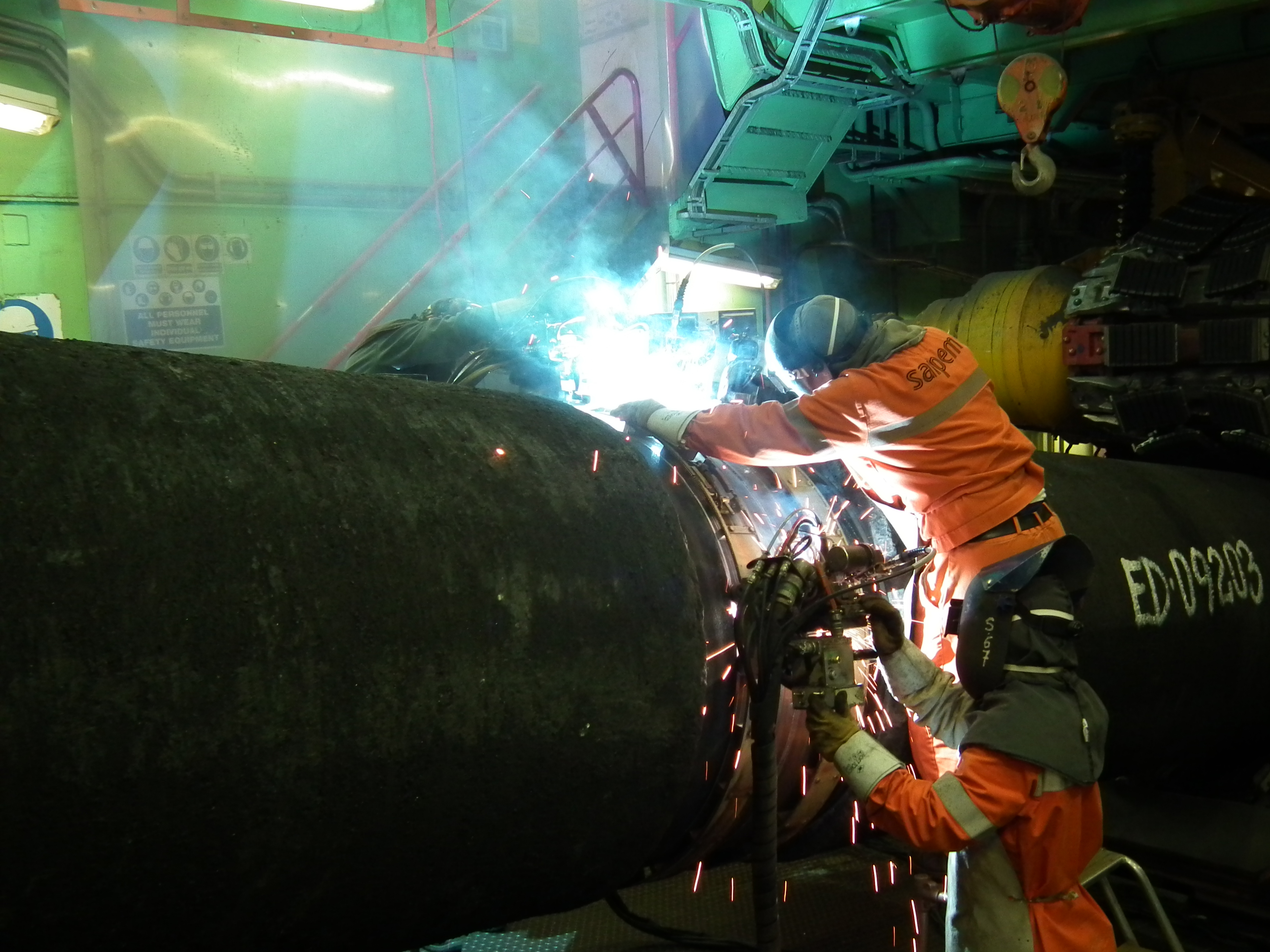
Verschweißen zweier Rohrsegmente auf dem Rohrleger (Nord Stream)

Heutige Rohrlegeverfahren, S-Lay-Verfahren für geringe und mittlere sowie J-Lay für große Wassertiefen

Auf dem Schiff werden die Rohre, die in der Regel aus 40 Fuß (rund 12,2 Meter) (vergleiche ISO-Container) langen Segmenten bestehen, miteinander zur Pipeline verschweißt. Heute erfolgt das Verlegen in einem mehrstufigen Prozess, bei dem zuerst zwei oder mehrere Einzelsegmente miteinander verschweißt werden, bis Stücke aus bis zu vier Einzelsegmenten mit 48,8 Metern Länge (sogenannte quadruple-joints oder quadjoints) gefertigt wurden. Diese vorgeschweißten Module werden dann in der sogenannten Fire-Line zur „endlosen“ Pipeline verschweißt. Auch das Prüfen der Schweißnähte mittels zerstörungsfreier Werkstoffprüfung und das Beschichten der Schweißnähte mit Kunststoffen wird in der Fire-Line durchgeführt.
Bei den modernen Verlegeverfahren wird heute zwischen dem S-Lay, J-Lay und R-Lay unterschieden, die sich im Verlegeablauf beziehungsweise im Führen der Pipeline während des Verlegens grundsätzlich voneinander unterscheiden. Während das S-Lay-Verfahren hauptsächlich für geringe und mittlere Wassertiefen verwendet wird, kommt das J-Lay meist bei großen Wassertiefen zum Einsatz. Der Tiefenrekord wurde allerdings im S-Lay erreicht.

### Positionierung
Neben Versorgern, die den Nachschub an Rohren, Brennstoff und Verpflegung bringen, werden Ankerziehschlepper zum Verlegen der Anker benötigt. Mit diesen Ankern hält der Rohrleger auch bei starkem Seegang seine exakte Position und zieht sich abhängig von der Rohrlegegeschwindigkeit mit riesigen Winden vorwärts.
Eine andere Möglichkeit ist die Ausstattung des Schiffes mit einem System zur dynamischen Positionierung (DPS). Mit dem DPS, die normalerweise mit frei drehbaren Propellergondeln kombiniert werden, wird das Schiff vom Computer unabhängig von Wind und Strömung auf seiner Position gehalten. Auch ermöglicht das DPS den Ausgleich der Zuglast der Pipeline. Heute wird ein DPS meist mit einem Differential Global Positioning System (DGPS) eingesetzt.
Um das Entstehen von Rissen im zur Verlegung ablaufenden Rohr zu vermeiden, sind die Anforderungen an die Positioniergenauigkeit hoch.

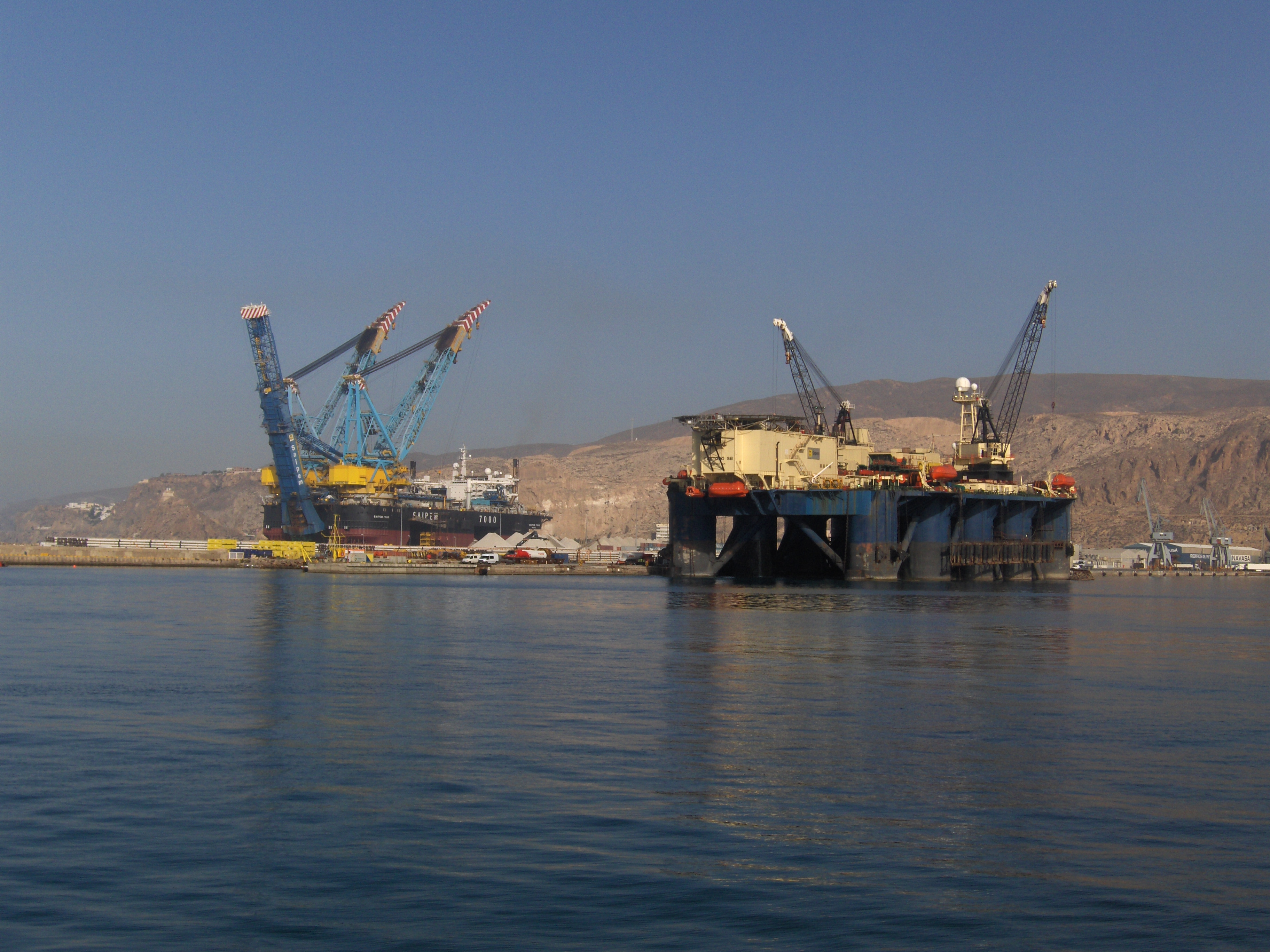
Rohrleger Castoro Sei (im Vordergrund) mit dem Rohrleger und Kranschiff Saipem 7000, beides Halbtaucher, im Hafen von Almería

## Rekorde von Rohrlegern
- Einer der größten und derzeit auch leistungsfähigsten Rohrleger der Welt ist die Solitaire, die sich im Eigentum des schweizerischen Offshore-Dienstleisters Allseas befindet. Die Solitaire entstand durch den Umbau eines Massengutfrachters. Die mit dem S-Lay-Verfahren arbeitende Solitaire hält den Rekord für die größte Verlegetiefe mit 2775 Metern, in der sie zwei Pipelines mit acht und zehn Zoll verlegte. Darüber hinaus wurde eine 24-Zoll-Pipeline in einer Tiefe von 2550 Metern verlegt.[1] Auch der Rekord für die größte Verlegeleistung mit neun Kilometern an einem Tag wird von diesem Schiff gehalten.[2]
- Den Rekord für das Verlegen einer Pipeline im J-Lay hält das Arbeitsschiff DCV Balder des niederländischen Unternehmens Heerema Marine Contractors (HMC). Sie verlegte im Rahmen des Mardi-Gras-Projektes eine Rohrleitung im Jahr 2005 in einer Tiefe von 2200 Metern.[3]

## Verlegung der Nord-Stream-Pipeline durch die Ostsee
Der Rohrleger Castoro Sei war neben der Solitaire an der Verlegung der Nord-Stream-Pipeline durch die Ostsee beteiligt. Die Ankerziehschlepper Maersk Tackler und Blizzard zogen den Rohrleger zum Startpunkt etwa 30 Kilometer vor der Küste der Insel Gotland und verlegten anschließend die Anker, an denen sich der Rohrleger dann im Tempo der Rohrverlegung vorwärts zog.